# ワイルドアームズ アルターコード:エフ
『WILD ARMS Alter code:F』（ワイルドアームズ アルターコード:エフ）は、2003年11月27日に発売されたPlayStation 2用ロールプレイングゲーム。2006年10月19日には廉価版が発売された。

## 概要
1996年12月20日に発売された『ワイルドアームズ』のフェイク（リメイク）作品。パッケージ裏に記載されたキャッチは「きみがいつか見た物語は、終わらない旅の途中だったんだ」。
タイトルの「F」にはファーストとフェイク（贋作）の意味が込められており、本作は『ワイルドアームズ』（以下『WA』）の単なるリメイクではなく、『WA』と設定はほぼ同一だが、『WA』の世界とは全く別の世界の物語であるということであり、設定上は『WA』の世界との関係は他の作品同様、無限に存在するパラレルワールドの一つという位置づけになっている。
そのためストーリーの大枠は同じだが、追加イベントや9割にもおよぶ新規テキスト、オープニングアニメを含めて全ての映像が新たに作られ、音楽も一部の曲を除いてアレンジ版や新規の曲が作られた「新作」に近い物になっている。システム面でも今までのシリーズの要素を組み込んだりと色々な面で強化された。また、『ワイルドアームズ ザ フォースデトネイター』にデータをコンバートすることができる。
製作理由については、『WA』のサウンドトラックに収録されていない曲が多く、完全版サウンドトラックの発売を望む声が多かったことから、完全版サウンドトラック製作のきっかけとするために、単なるリメイクではない「フェイク」製作を思い立ったとのこと。なお、『WA』の完全版サウンドトラックは2006年4月5日に発売された。
ストーリー、キャラクターなどは基本的には『WA』と同じ。また、マップ構成が初代とは左右逆に作られている。ただし一部のダンジョンなどがなくなっていたり、そこのボスが隠しボスに昇格しているなど違いもある。

## キャラクター
プロフィールはコンプリートガイドより。

### プレイヤーキャラクター
前作同様にロディ、ザック、セシリアの3人がメインパーティーキャラクターとなっているが、マクダレンやマリエルなどがスポット参戦することもある。終盤ではジェーン、エマ、ゼットの3人を正式にパーティーメンバーとして迎えることが可能となっており、全員を仲間にするとエンディングに仲間全員が揃った追加シーンが付加される。ただし3人が仲間に入ってもメインストーリーでは基本的に出て来ない。なお、パーティーインするメンバーの内、ロディ、ザック、セシリア、ジェーン、エマ、ゼットの6人は次回作『ワイルドアームズ ザ フォースデトネイター』（以下『WA4』）にも登場している。「サクセサーオブソウル」という技でロディ、ザック、セシリアの3人が、もしくはジェーン、エマ、ゼットの3人のどちらかが登場し『WA4』のキャラクターと協力して攻撃する。
ロディ・ラグナイト (Rody Roughnight)
声 - 鈴村健一
【性別：男 / 年齢：15歳 / 身長：158cm / 武器：アルテ レーツェルハフト マシーネ / 好きな球技：玉入れ / 嫌いな食べ物：ししとう（予期せぬ辛さに不信感が拭えない）】
本作の主人公。ファルガイアを単身旅する心優しい少年渡り鳥。ARMを自在に操る才能を持ち、その力ゆえ、心無い人からは辛辣な言葉を言われることも。
正体は人間ではなく、過去の大戦で作られた人と魔族の肉体構造を融合させ超絶的な肉体能力と戦闘力を持たせた人造人間兵器ホムンクルスのプロトタイプである。元来ARMはホムンクルスのオプション装備であるため、ARMの性能を限界以上まで引き上げるという特性も持つ。その破壊性能はゴーレムと同等以上とされる。しかし、周囲は元よりロディ本人ですらその事実を知らず、ゲートジェネレイターでジークフリードから逃れるため、左腕をARMの射撃で引きちぎったことでそれが明らかとなる。終盤のイベントでは、失った片腕を取り戻し、その腕の素材となったガーディアンブレードにより、ARMを暴走させることで性能を限界以上にまで引き出せるようになる。なお、失われた元の左腕については、『2』にてアガートラームとなったことが同作で示唆されている。ロディを除くホムンクルスは、わずか数十体で戦況を覆すほどの戦果を挙げたが、ベースとなった魔族の闘争本能が目覚めたのか、それとも人間の心を持つ故に悪意を抱いたからなのか、ホムンクルスたちは敵味方関係なく大量虐殺を働いたため廃棄されてしまった。未稼働のプロトタイプだけは遺跡の奥へ封印された。ゼペットは目覚めたロディを人間ではないと気づいていたが、「人の心」や「他者の痛み」というものをしっかりと教えていった。
使用しているARMは「古く謎めいた機械」という意味を持ち、英語でAlte ratselhaft machineと表記し、頭文字を繋げるとARMとなる。ロディが手にしているARM自体はホムンクルスが過去の大戦で使用したものではなく、ゼペットが彼のために作り出したものである。しかし、ロディの卓越したARM感応度にあわせてあるため、現代の他のARMと比べても群を抜いて複雑な構造をしている。そのためロディにしか扱うことはできない。
今作ではオリジナル「カートリッジ」を使い、愛用のARMで複数の弾丸を使い分ける方式に変更。中でも残弾を一斉射する「ガトリングレイド」は装填弾数を最大改造すると万単位のダメージを叩き出すバランスブレイカーであり、ストーリーのボスをほぼ一撃で倒せてしまう。さらに前作で通常攻撃として使っていた剣もなくなり、蹴りを放つ。
また、終盤のイベントで固有フォース「ロックオン」を威力を増加する「ロックオンプラス」、クリティカル発生率と即死効果を高める「ロックオンデストロイ」、残弾を自動でリロードする「ロックオンアクティブ」のいずれかにパワーアップさせることができるようになった。
今作でも台詞は全く無いが、戦闘時やダッシュ時に掛け声などのボイスはある。その際はザックに対しては敬語を使っている。『WA』ではマリエルに絡む悪ガキを殴り飛ばしているような描写があったが、今作では張り倒しているシーンがはっきりと描かれている。
一人称の設定はなく、戦闘中でも発することはない。そのためアンソロジーでは「おれ」や「ぼく」と様々なものになっている。
終盤のイベントでは心の傷であったプロローグにおけるサーフ村の一件を乗り越え、ゼファー覚醒を成し遂げる。ただし「F」ではイベント戦闘が追加されており、復活したロッティングビーストと一騎討ちで戦うこととなる。かなり強いので相当なレベルと装備が必要となる。帰還後はザックと組んでファルガイアを旅していた。
セシリアとジェーンからは好意を向けられており、やがて壮絶なロディの取り合いに発展した。
ザック・ヴァン・ブレイス (Zakk Van Brace)
声 - 咲野俊介
【性別：男 / 年齢：27歳 / 身長：177cm / 武器：ノーザンブレード / 好きな笑顔：逆境の中、精一杯の不敵系 / 嫌いなスポーツ：アマチュアスポーツ全般】
復讐のために「絶対たる力」を欲する渡り鳥の青年。音もなく凄まじい素早さで移動を可能とする「神行法（アクセラレイター）」と、反身の刀による居合いに似た剣技「早撃ち」を駆使して戦う剣士。「ストーリーにおける主人公」でもある。
オリジナルの「早撃ち」は種類が前作の16種類から8種類と、大幅に変更となり名前も全て変えられた。消費MPも大きく、気軽には使用できないため使い勝手が悪くなっている。そのため、彼の早撃ちはボス戦で威力を発揮する。
前作であった最強の必殺技である早撃ち「エースインザフォール」は、ファイネストアーツ（今作では強化版クリティカルヒットであり、『ワイルドアームズ アドヴァンスドサード』〈以下『WA3』〉のものとは別物）時の掛け声となっている。
スピードに特化された剣士と位置づけられたために通常攻撃力は低めで、前作に対しての弱体化が目立つ。戦闘では早撃ちを使うときしか剣を抜かず、通常攻撃時には剣を鞘に納めたまま敵を殴打する。また、早撃ちの一部は、アクセラレイターを併用することでハンペンが登場する。
かつて自分の主となった王族が尊大で自己中心的な性格であったため、当初、セシリアのことも王族というだけで毛嫌いしていた。しかし、旅をするうちに次第に打ち解けていき、彼女の行動力と理念を認め、仲間として接するようになっていく。
魔族に、ひいては仲間たちを皆殺しにしたアルハザードへの復讐心を滾らせ、自分の人生は復讐のためにあると考えている。「絶対たる力」を求めて世界各地の遺跡を渡り歩いていたが、ロディたちと出会ったことで再び魔族との抗争に巻き込まれていくこととなる。道中、強力な「業物（『ワイルドアームズ セカンドイグニッション』〈以下『WA2』〉に登場する武器『狂気山脈』と似たデザイン）」を手にし「これこそが絶対たる力だ」と歓喜するが、それは守護獣が彼の心を一端を見るために課した試練（幻影）であった。「絶対たる力」の意味も分からず為すべきことから逃げ続け、力を持たないのに力におぼれる己の姿を告げられてしまった。:魔族の中でも幹部に位置するレディ・ハーケンの正体が、かつての同僚であり思いを寄せていた女性エルミナだと気づく。最も守りたかった存在を守れなかったザックは、変わり果てたエルミナとの対決に苦悩することとなる。しかし仲間とともに歩むにつれて「復讐よりも大切な仲間」ができたことで自分の生きる意味を見出す。今の仲間と未来のために剣を振るう思いはやがて「今の自分を越える力」へと至り、終盤で記憶を取り戻したレディ・ハーケンと壮絶な一騎討ちの末に勝利。最期にエルミナと言葉を交わし、ザックはすでに自分が「絶対的な力」である勇気を手にしていたことを知る。全てを失ったとしても、どれだけ傷ついたとしても、今の大切な者のために剣を振るうことを誓った。
終盤の隠しイベントではガーディアンの力でエルミナを生き返らせることが可能。しかしザックはあえて「記憶をなくしたまま」生き返ることを希望する。魔族として過ごした悲しいを記憶を消すために。その後、ミラーマの酒場でウェイトレスとして働く彼女と再会し、「斬り姫」の代名詞である最強の早撃ち「レイザーシルエット」を取得することができる。平時はエルミナと同じモーションだが、アクセラレイターを使用することでカマイタチと化したハンペンとともに超神速の連続の斬りを披露する。
本名はギャレット・スタンピード。冒頭の裏オープニング「アークティカ城陥落」で登場した騎士である。終盤で一度名乗ろうとしたが、セシリアに止められた。そのため、本名を知る者は今や本人以外にいない。
かつてガラの悪いチンピラだったところを騎士エルミナに誘われ、晴れてフェンリルナイツの一員となった。彼の騎士としての立ち位置は、剣や盾を構える手を守るための「ヴァンブレイス（籠手）」。彼の偽名である「ヴァン・ブレイス」はそこから来ている。また、ザック＝荷物であり、「ザック・ヴァン・ブレイス」の名は「お荷物の籠手」という自戒の意味のネーミングである。やたらと「足の長さ」について言及する癖がある。また、スイートキャンディ沈没の際には、バーソロミューではなく彼の持っていたジェミニサーキットの方を心配しており、周囲から怒られていた。
『F』から追加された終盤の隠しイベントでは、ゼファーに対し「ロディを気に入っている。誰よりも人間として正しい心を持っていると保証する」と述べ、彼に対する信頼を見せていた。またイラストなどではロディに絡んだりしているシーンもあり、ロディの兄貴分というイメージが強く描かれている。
帰還後はロディとコンビを組んでファルガイアを旅していた。
セシリア・レイン・アーデルハイド (Cecilia Raynne Adelheid)
声 - 小林沙苗
【性別：女 / 年齢：17歳 / 身長：162cm / 武器：アークセプター / 好きな音楽：みんなで楽しい合唱 / 嫌いなヤキソバ：そんなモノはモチロン無い】
アーデルハイドの公女。クラン修道院で紋章魔法を学んでおり、また守護獣の声を聴くことができる「巫女」。『WA』では敬語を使わないシーンも見られたが、今作ではほぼ一貫して敬語となっている。
前作では共通フォースだった「マテリアル」が専用のフォースになっている。海の守護獣ルカーディアはイベントのみの登場で、ディノギノスとソラスエムスとギィ・ラムトスに関しては壊れたミーディアムが展示されているだけで使用できなくなった。その代わり、終盤の隠しイベントを終えることでルシエドが「欲望の顎」として使えるようになった。紋章魔法に関しても、Lv2魔法の廃止・「ハイ」系や状態変化、移動に関する物が無くなるなど半分に減った。
他のメンバーと異なり、主要なマテリアルはFP50%以上を使用するため、若干出足が遅れがち。その分、終盤では多彩な属性攻撃で攻撃の主軸となる。
アーデルハイド襲撃の際、住民の命を繋ぐために王家の秘法たる「涙のかけら」をベルセルクに渡してしまう。その後、かけらを取り返し、魔族を挫くべくロディ・ザックと共に旅に赴く。しかし、その心の内には、立場から離れた「セシリア」個人を誰も見てくれていない、という固定観念があり、中盤までそのことを胸の内に秘めたままにしていた。後に、停止状態のアースガルズにその心情を語った際、応えるようにして起動した彼を「旅の仲間」として扱い、強い信頼を寄せるようになった。腕を切断しこん睡状態となったロディを助ける際は、彼の心の奥底に触れ、巣食っていた夢魔エリザベートと対決。勝利した後は「他者から愛されるには、まずは自分が誰かを愛さなければならない」ということに気づき、同時にロディに対する恋愛感情に気づき自分の思いに素直に生きる強さを手に入れた。以後はジェーンと壮絶なロディの取り合い合戦を繰り広げることに。
帰還後は一時公国に戻ったが、叔父・ヨハンに公王を任せてロディたちに合流した。
劇中では語られないが、ガーディアンとの交信能力も含めた素養・適正は全て、千年前の大戦期にアーデルハイドの始祖に施された遺伝子改造の恩恵であり、セシリアもまたこれを引き継いでいるに過ぎない（セシリア本人も含め、劇中登場人物の誰もがこの事実を知らない）。遺伝子改造処置は非常に高度なものであるため、千年の世代交代を経ていまだ引き継がれているが、この副作用あるいは技術的必然なのか、アーデルハイドの血脈は女性しか産まれない（産めない）という制約を抱えている。
ジェーン・マックスウェル (Jane Maxwell)
声 - 大谷育江
【性別：女 / 年齢：14歳 / 身長：155cm / 武器：Flegel jahre / 好きな新聞：イエローペーパー / 嫌いな転入生：自分で自分のあだ名を申告するタイプ】
ロディたちの前に現れる賞金稼ぎの少女。有名な渡り鳥で、カラミティ（惨禍）・ジェーンのふたつ名で広く知られている。ARMの感応度は高く、ロディほどではないものの天性の才で通常では扱えないARMを使用できる（ロディはホムンクルスなので、ジェーンは人間としては相当な感応度を持つことになる）。父親のニコラはARMマイスターであり、ゼペットの弟子たちのひとり。
使用しているARMは威力は低いものの、シンプルな構造ゆえ軽快に扱え、また精密射撃も可能となっている。名称は「生意気ざかり」を意味する。固有フォースはアイテム効果範囲を拡大する「ミスティック」。
彼女のみ、クリティカル時に「BLOW AWAY!（即死効果）」が発生することがある。専用の戦闘BGM（タイトルは「おっまかせ☆」）が存在するのだが、ヴォルカノントラップでの分割行動時にしか流れず、サウンドテストにも登録されない。また、特殊クリティカル「ファイネストアーツ」の威力が他と違いARMの残弾で決まる。オリジナルは二つ名にもなっている「カラミティ」。攻撃ではなく、敵からアイテムを盗む、味方を連続行動させる、敵の行動をキャンセルするなどトリッキーなものが多い。
帰還後は再びマクダレンと組んで渡り鳥を続けている。ロディのことは段々と好意を抱くようになり、セシリアとは彼を巡る恋のライバルという関係になった。なお前作では、カ・ディンギル出現後に消息不明となっていた。
エマ・ヘットフィールド (Ema Hetfield)
声 - 根谷美智子
【性別：女 / 年齢：39歳（とてもそうは見えないが） / 身長：167cm / 武器：パンチガン / 好きなカクテル：モロトフ・カクテル / 嫌いな来訪者：勧誘と集金】
アーデルハイド城下町に居を構えるアームマイスター。年を感じさせないスタイルと美貌の持ち主。豊富な知識と行動力を併せ持ち、飛行機械建造を目指している。研究者としては優秀なのだが倫理観は微妙にずれており、「許可をもらってからじゃ間に合わない」という理由でアーデルハイド城や城下町の地下を勝手に改造している（違法。セシリアは「非常時だから」と一応黙認してはいる）。彼女と、各地（セント・セントール除く）に存在するARMマイスターは全員、ロディの祖父ゼペット・ラグナイトとは師弟関係にあった。
戦闘ではオリジナル「エミュレーター」で敵の能力をコピーして戦う。また使用している武器「パンチガン」はARMではなく機械の部類に入る。固有フォースはダウンロードした技の数で威力が変わる「アルケミックボム」。
帰還後は公国に戻り、相変わらず機械研究を続けている。
ゼット (Zet)
声 - 子安武人
【性別：男 / 年齢：不詳 / 身長：175cm / 武器：ドゥームブリンガー / 好きなライバル：人の話をちゃんと聞いてくれるヒト / 嫌いな展開：お涙頂戴】
魔族の一人。序盤から終盤まで要所要所で戦うことになる。ブーメラン共々員数外（イレギュラーナンバー）にカテゴライズされている。「員数外最強」を自称するだけあって実力自体はナイトクォーターズ級であるが、態度や言動・行動、性格が空回りするため実力を発揮できていない。地味な活動に満足せず、あの手この手でスポットライトを浴びようとするいわば「勘違い男」。ナイトクォーターズに入隊するため、執拗にロディたちを追う。
人間と敵対しながらもお茶の間のアイドル（チヤホヤされるのが目的）を目指しているあたり、その存在自体がすでに混乱気味。本来の力はナイトクォーターズに並ぶ物だが頭が足りず、さらには自身の性格も相まって、どこでなにをやっても失敗だらけ。仲間内で唯一絡みのあったジークフリードからは「道化」「道化者」と呼ばれている。レディ・ハーケンにも道化呼ばわりされていた。
中盤のゲートジェネレイターではロディたちを妨害するべく様々な工作に走ったが全て突破されてしまい、上述の改造による変身を行おうとしたがジークフリードの登場により引き下がる。しかしそのジークフリードすらもロディたちの前に追い詰められてしまう。そこでジークフリードは疑似ブラックホールを発生させ、自分もゼットも含めてロディたちを道連れにするように命令する。無論、ジークフリードもただでは済まないはずだが「支配者たる我はこんなところで終わるはずがない」と言い切り、そんな彼に「自分の命を何だと思ってやがる」「使われてばかりがオレの生き方かよ」と漏らしながらも命令に従うが、ロディの奮闘によりジークフリードは疑似ブラックホールの中へと落ちてしまう。ゼットも「全部壊しててっぺん極めてもそんなの面白くないぜ、きっと」と消えたジークフリードに言葉を向け、以後は消息不明となる。
終盤の隠しイベントでは生存が判明。疑似ブラックホールに飲み込まれた後セント・セントールに流れ着き、そこで盲目の少女アウラと出会うこととなる。当初は「ギャアギャア騒ぐなら魔獣の群れに放り込む」と考えていたが、初めて普通に接してくれた彼女に段々と好意を抱いていき、ついつい世話を焼き始めたという。口では否定しながらも彼女を守るために町中のモンスターたちと戦っていた。流浪の剣士としてアウラと接していたため、ロディたちの口により正体がバレるのを恐れ戦いを挑んでくる。勝った後、セシリアの言葉により「魔族であることは気にせず、償いのためアウラを守る（悪い虫を寄せ付けないために）」ことを決意する。
勝利後、ラストダンジョンで手に入る「プロテクターユニット」を持っていくことで仲間にすることができる。セント・セントールの結界機構が再起動し魔獣が駆逐されたため、もうアウラを守る理由がないと立ち去ろうとするが、彼女から「またわたしのところへ帰ってきてください」と言われ「必ず帰る」ことを約束した。
上述のプロテクターユニットはラストダンジョンの終盤（ベルセルク戦前）で入手になるため仲間にできるタイミングがかなり遅い。
仲間にするとエンディングにも登場し、結果としてゼットという名前が示す通り魔族最後の生き残りとなった。ジェーンとはとにかく反りが合わない様子。
ロディのことは当初「小僧」と呼んでいたが仲間になった後は「少年」と呼ぶようになる。セシリアは「お姉ちゃん」、ハンペンは「げっ歯類」。
使用する「ドゥームブリンガー」は「悪の道に走ればノーリスクで力を授けるが、正義の心を持って使うと自身も傷つける」という厄介な代物。バシムの協力で呪いを解くことが可能だが多額のギャラが必要となる。
パーティーメンバーとしては魔剣「ドゥームブリンガー」を使用した強力な技の数々を使用し参入後は6人の中で最大の攻撃力を誇るアタッカーとなる（ただし技を使用すると前述の条件で自分もダメージを受けるなどリスクもあるものが多い）。反面、魔力と抵抗は最下位なので魔法攻撃に弱い。しかしクリティカル、ディフェンサー、ブロッカー、サポートアタックが発生しやすいため「シェリフスター」との相性が非常にいい。オリジナル「重ね撃ち」はバシムによる強化（改造費が非常に高い）で解放される（なお初対面時のゼットとの会話ではバシムに異様な徒労感を及ぼす。それを感じたのは1000年ぶりとのこと）。固有フォースは攻撃力上昇と引き換えにターン終了まで反応が0になる「全力全開」。最終技「絶斗・桜花星煌爆（ぜっと・おうかせいこうばく）」は戦闘回数が多ければ多いほど威力が上がる。
コンビネーションアーツでは基本的に味方の攻撃を撃ち返す・避けることで敵に当てるものだが、唯一ザックとだけはX字に敵を切り裂く技を披露する。
帰還後はセント・セントールに戻り、陰ながらアウラを守っている。続編にあたる『WA4』では、アウラがその寿命を終えた後はゼットも後を追うように機能を停止したことが語られており、その遺体は友人たちによって埋葬され、そこからアホみたいな花が咲いたという。ただしこれを語ったアーメンガードの台詞は基本的に信憑性がない。
戦闘曲は「にくいあんちくしょう」。初代における専用曲「あれれ？」はサブキャラクターが全員そろった場合の隠しエンディングムービーで使用されている。
小説版でもメンバーに加わり、終盤ではほぼ主人公を務めゲーム内でのギャグキャラクターとは一変する活躍を見せていた。
次回作『WA4』では必殺技「サクセサーオブソウル」の一員としてエマ、ジェーンと共に登場。エマによって無理やりロケット形態へと変身させられ、ジュードたちを乗せて突撃攻撃を敢行する。
モンスターゼット
隠しボスとして戦うことになるゼットの変身形態（仲間になった後は変身しない）。アルハザードの改造によって獲得した。「怪力招来ッ！」の言葉とポーズによって変形する。必殺技は「後戻りできない青春」「ウワサの禁じ手」と呼ぶ、ロケット形態に変形して突撃する「アルティメット・ゼット」。単体攻撃だが高いダメージを叩き出す。
『WA』では禍々しい怪物風だったが、今作ではコミカルなロケットに変形するロボットに変更されている。その姿を見たロディ一行の感想は、「お前、剣をどこへやった？（ザック）」、「ロボットみたいな外見なのにモンスターと名前がついている（セシリア）」、「（デザインに関して）もう、まんべんなくギリギリっていうか、スレスレっていうか…むしろ、とっくにヤバ過ぎなところ（ハンペン）」となっている。これは『WA3』に登場したロンバルディアのライバル機としてデザインされたが、あまりにギャグ色が強かったためボツとなり、ここで流用されたという経緯がある）。
マクダレン・ハーツ (Macdalen Hart)
声 - 佐々木勝彦
【性別：男 / 年齢：51歳 / 身長：175cm / 武器：無銘（どこにでもあるブロードソード） / 好きな甘味：みつまめ / 嫌いな年少者：忘八者】
ジェーンに付き従う、凄腕の執事。昔は渡り鳥であったが、ある事件をきっかけにマックスウェル家に仕えるようになる。ジェーンと共に一時的に仲間になる。ジェーンが再加入する際に、『WA』では語られなかった、マックスウェル家に仕える切っ掛けに関するエピソードが少し追加されている。
元々の武器は拳銃タイプのARMだが、マックスウェル夫人に出会った際には機能不全を起こして停止していた。そのARMが原因となったとある事故をきっかけに、マックスウェル一家に尽くす決意を固めることとなる。
ロディ・セシリア同様戦闘グラフィックが2つ存在するが、上着なしのバージョンはコートセイムでのアルハザード戦でしか見られない。オリジナルは「剣戟」。フォースは剣戟の威力を増大させる「乾坤一擲」。オリジナルを使うたびにほら貝を吹く音がするのが特徴。終盤では身体の調子が悪いという理由から戦線離脱し、ジェーンのことをロディたちに託した。しかし、これはジェーンをロディたちに協力させるための口実であり、決戦後は再びジェーンと組んで渡り鳥を続けている。
マリエル (Mariel)
声 - 宍戸留美
【性別：女 / 年齢：不詳（1000以上と思われる） / 身長：152cm / 武器：かばん / 好きな天気：三月の風と四月の雨 / 嫌いな自分：為すべきことがわかっても踏み出せないとき】
ファルガイアに残るただひとりのエルゥ。かつて自分たちが犯した罪を償うべく、仲間と離れ過酷な世界で生きることを選んだ。大戦以降、秘密の花園で草花を育て滅びゆく世界に緑を取り戻そうと孤独な戦いを続けている。
気が弱く一歩を踏み出す勇気が足りないため、人間とうまくつきあえず迫害を受けている。エルゥ界の同族からも「咎人の妹」として隔絶されている。
兄・バシムはかつての戦争でガーディアンブレードを鍛えた刀鍛冶で、その剣の暴走によるファルガイア荒廃に責任を感じていた。そのため、ブレードの欠片を現在に至るまで持っている。後にロディたちと出会ったことがきっかけで「強さ」は何かを問うようになり、エルゥ界に向かった後には彼らから学んだ強さと、自分なりの戦いを見出す。全てが終わった後も草花を育て続け、エンディングではそれらが見渡す限りの花畑に成長している。また自分を迫害していた子供たちからも理解を示されるようになり、怖がられてはいたものの「お詫び」としてリンゴを一個プレゼントされている。
ロディが一時的に戦線離脱した際のみ仲間になり、戦闘ではベリーなどの薬草を媒介とした、種族固有の魔法であるオリジナル「ハーブマジック」でサポートする。加入時のレベルは1だが、成長させておくと離脱時にバシムからもらえるアイテムが増える。固有フォースはハーブマジックの範囲を拡大する「エクステンション」。

### 仲間
ハンペン (Hang=Peng)
声 - 松野太紀
【性別：オス / 年齢：400歳 / 身長：22cm / 好きなことわざ：空を飛ぶものは皆いつか落ちる / 嫌いな知識層：日和っている奴】
ザックの相棒の亜精霊のカゼネズミ。よくロディの頭やザックの肩にいる。本来の主人を探す道中でザックと出会い、それ以降コンビを組んでいる。パーティーの頭脳労働担当。戦闘では主にザックの「アクセラレイター」使用時に登場し、協力して技を放つ。
頭が非常によくアルハザードの策謀に気づき推理したり、ロディたちが地下牢に捕らえられた時は操作キャラクターになって牢獄を開くために奔走することに。またゼットとの絡みでは完全にツッコミ役になっており。ゼットからは「げっ歯類」と呼ばれている。
終盤ではセシリアとジェーンによるロディの取り合いが勃発することを予言した。
バーソロミュー船長 (Captain Batholomew)
【性別：男 / 年齢：35歳 / 身長：149cm / 好きな漫画：寸止め純愛モノ / 嫌いな心霊スポット：ボン、キュ、ボーンって出るべき時に本当に出るトコロ】
商船スイートキャンディ号の船長。背丈は低いが筋骨隆々の海の男で、「海のドワーフ」とも呼ばれる。しかし15歳までの女性しか好きになれないロリコン。サーチできるアイテムの中には彼が流したと思しきボトルレターがあり、読んだ一行はあまりの内容に塞ぎこむことになる。
その反面「海の男」としては一流であり、受けた恩は必ず返す義理がたい面もある。中盤のイベントでスイートキャンディ号がリヴァイアサンに沈められてしまったが、あるイベントで修復できる。中盤からはロディたちに協力するようになり、ジェミニサーキットの捜索に尽力した。
『ワイルドアームズ ザ フィフスヴァンガード』（以下『WA5』）にも同名の人物が登場している。
アースガルズ (Asgard)
全長18トール。「戴天神城」の別名を持つ拠点防衛用近接戦型ゴーレム。その手に装着されたジェネレイターから対消滅バリアを発動することができる。対消滅バリアは触れたもの全てを完全に消滅させる攻防一体の強力な武装であり、攻守のバランスが取れた機体。その防御力はバルバトスの大陸さえも吹き飛ばす対地兵器を完全に防ぎ、超大規模な次元崩壊さえもある程度耐えるほど。「巨人の揺り籠」に停止状態で保管されていた。本編ではもっとも主人公たちと密接に繋がることになるゴーレムで、他の全てのゴーレムが何らかの形で敵対するがアースガルズだけは味方として主人公たちにその力を貸してくれる。「涙のかけら」を通じてセシリアの思いに反応して起動。彼女を命令者として稼働し始めた。その後はロディたちの4人目の「仲間」として行動を共にし、カ・ディンギル突入まで力となった。ラストバトル後、仲間たちを守るためにカ・ディンギル崩壊の余波に対して自律稼働を起こし、セシリアたちを崩壊から守って半壊、機能を停止した。バルバトスとの対戦時には最初にマルドゥークからの対地攻撃を防ぎ、勝利後には暴走した同機を格闘戦で撃破するムービーが挿入される。アースガルズに搭乗した状態でバルバトスと戦闘に入らないと衛星攻撃を防げず即座にゲームオーバーとなる。この「涙のかけら」を通じて思いを通わせるというのは後の『WA5』にも受け継がれている。

### 魔族
一部を除いて、デザインは一新されている。1000年前に滅びた母星ヒアデスに変わる居住地を求め、ファルガイアを訪れた。鋼の肉体に水銀の血を持ち、構成物質こそ違うものの、ファルガイアの生き物に類似した身体を持つ、半生命半機械の異世界の侵略者たち。元々は惑星「テラ」の住民たちが自らを改造した姿であるが、マザーによってそれらは滅ぼされており、物語に登場するのはマザーによって生み出された存在（レディ・ハーケン除く）。1000年前の人間とエルゥ、そして守護獣の合同軍との戦いの末、敗れ去る。しかし、再びファルガイアの覇権を狙って自分たちの女王であるマザーを復活させようと行動。「終末の四騎士」ナイトクォーターズと呼ばれる面々以上の魔族は司る事象において全能級の能力を持つ守護獣以上という恐ろしい力を持ち、主人公たちを苦しめる。また「高い実力を持ちながらナイトクォーターズに入れなかった」魔族は「員数外（イレギュラーナンバー）」と呼ばれており、終末の四騎士らが使う蔑称となっている。幹部である終末の四騎士は実力揃いだが、いずれも己の自己満足で動いている部分が大きく、一枚岩とは言い難い状態となっている。
マザー (Mother)
声 - 来宮良子
【性別：女 / 年齢：不詳 / 身長：620cm / 好きなコドモ：（わらわの可愛い）ジーク / 嫌いな破壊：相手を思いやった破壊行動】
全ての魔族の母にして、破壊に愉悦を覚える滅びの聖母。本作における黒幕的存在。その正体は、惑星「テラ」の住人たちが作り上げた全次元に9体存在する鋼鉄製の聖母像の1体。1000年前の大戦で心臓を3つに分割され、守護獣によって繭の状態に封印されていた。その繭はアークティカ城に安置され、代々の王が受け継いでいた。しかし、当時は3人だったナイトクォーターズ（ジークフリード、アルハザード、ベルセルク）により奪取された。その数年後、封印を司る石像が破壊され、涙のかけらの力により本編にて復活。実はヒアデスを滅ぼした当人でこの宇宙、多次元全てを破壊しそこに住まう生命体も全て滅ぼそうとしている。その目的の中にはナイトクォーターズも例外ではなく全てを破壊し終えたらナイトクォーターズも喰らうつもりでいる（マザー本人は悪意は一切なく、四騎士にとってそれが最良の幸福だと信じている）。後に、その事実を知ったジークフリードに裏切られ、彼によって手引きされたロディたちに倒される。この時はまだ涙のかけらで生命力を保つという不完全な状態だったため、涙のかけらを失ったことで後れを取り破れてしまう。マザーは滅ぼされたかに思われたが、実は崩壊したフォトスフィア内にて生存しており、ゲートジェネレイターの疑似ブラックホールに飲み込まれたジークフリードを自らのもとへ引き寄せ、その肉体に寄生し内側から喰らってしまう。この影響によりジークフリードの目的は「ファルガイアを支配する」から「全ての生命に恐怖と絶望を与えた末に滅ぼす」というものに切り替わってしまった。最終局面ではかつて人類が建造した超大型兵器コロニー「マルドゥーク」を起動させ、自らの分身である闇をファルガイアに降り注がせ、光のない死の世界へと創り変えてしまった。その際はジークフリードの肉体を取り込み、新たな形態「マザーフリード」と化し最後の戦いを挑んでくる。詳細は下記を参照。
戦闘曲は「万有必滅」。マザーおよびマザーフリードどちらも同じ。
マザーフリード (Motherfried)
ロディたちに敗北し肉体を滅ぼされたマザーがジークフリードに憑依し、内側より喰らったことで変異した新たな形態。以前よりも禍々しく邪悪な姿となっており、能力も大幅に強化されている。しかし、ロディたちにより今度こそ敗れ消滅した。彼女が生み出した闇も涙のかけらを通じてロディたちの想いが守護獣に伝わり、ファルガイアがいずれ蘇ることを示された。
『WA』の時は下半身が芋虫で上半身が女神や聖母を思わせる外見だったが、『F』に当たり大幅に変更された。どちらの形態も胸に抱きかかえるようにジークフリードが取り込まれているのは変わらない。
ジークフリード (Siegfried)
声 - 若本規夫
【性別：男 / 年齢；不詳 / 身長：198cm / 武器：グラムザンバー / 好きなライフスタイル：太く長く、猛々しく / 嫌いな空気：平時における閉鎖感】
ナイトクォーターズのリーダー格にして蒼の騎士。一人称は「我」。魔槍の威力、そして自らの力も守護獣を超える驚異的な戦闘力を持ち、また知略にも優れた戦士。普段は冷静を装っているがどちらかと言えば激情よりの性格であり、目的のためならば部下（ゼット）はもとより我が身すらも犠牲にするような無謀な行動を起こすこともある。しかしそれでも「自分は死なない。支配者たる我に敗北はない」と豪語するなど凄まじい自信の持ち主。
ファルガイアを気に入ったと語り、第2の故郷とするために奮闘する。しかし故郷である魔星ヒアデスを滅ぼしたのがマザーであることを知り、さらにそのマザーがファルガイアを征服した後、自分たちを食い殺そうとしていることを知ると、実の母を見限り、ガーディアンに導かれて現れたロディたちをマザーにぶつけさせ、双方の処理を目論んだ。その結果マザーは滅んだが、ロディたちはジェーンの助っ人で脱出してしまい、目的の半分は失敗に終わる。その後は自らがファルガイアの支配者とならんと企み、暗躍。後にゲートジェネレイターでの戦いで敗北した際、ロディたちを引きずり込み、自らの手で始末しようとしたが敗色が濃くなり、捨て身の戦法でゲートを暴走させ、自身と共に彼らを亜空間へと閉じ込めようとし、ロディに鎖を巻きつけて道連れにしようとしたが、彼は自らの腕を切断することでジークフリードの手から逃れてしまう。
その後、瀕死の状態で亜空間より脱出し、水没していたフォトスフィアに流れ着いたところをマザーに捕食され（実はマザーによって引き寄せられていた）、外見こそは変わらないが抜け殻のようになってしまっていた。罠にかけて捉えたロディたちを殺さず、あえて生かして絶望を味わわせようとするなど、精神構造がだいぶ変化している。このことは疑問に思ったアルハザードからも咎められていた。
それでもジークフリードとして自我を保っていたようで、マザーに乗っ取られまいと抵抗を続けていた。しかしマルドゥークでの決戦で敗れ、疲弊した影響でマザーが表出。「マザーフリード」と化してしまう。その戦いでマザー共々滅ぼされたが、なお執念はついえず、滅び行くマザーの肉体から逃れ、初代にも登場した最終形態「ジークツヴァイ」となって決戦を挑んでくる。
必殺技は、グラムザンバーから放たれる邪悪な虹「ネガティブレインボウ」。大戦時に自身のその力により数々の守護獣を屠ってきた。戦闘時には反撃を行う「カウンターフォーム」を頻繁に使いつつ、防御の困難な全体攻撃を繰り出して来る。
戦闘曲は「魔槍」。初代におけるジークツヴァイのアレンジであり、初代におけるナイトクォーターズの戦闘曲はカ・ディンギルのマップBGMとしてアレンジされている。
ジークツヴァイ (Siegzwei)
本作の真の最終ボス。滅び行くマザーの肉塊より脱出し、片腕を魔槍と融合させることで「逆襲の刃」となったジークフリードの新たな姿。鎧はまとっておらず怪物の姿が曝け出され、背中には一対の翼が生えている。ファルガイアとマルドゥークを繋ぐ亜空間を最終決戦の場とし、ロディたちに最後の勝負を挑んでくる。
5ターン以内に規定以上のダメージを与えなければ逃げられず、亜空間の爆発に巻き込まれてゲームオーバーになってしまう。この仕様上、どれだけダメージを与えても倒すことはできず、5ターン目終了時に与えたダメージによって勝敗の判定が行われる。
異常なまでに「勝利」に固執し、「闘争の先にある未来」を語るも「勝利のために戦う」ジークツヴァイでは、「未来のために戦う」ロディたちには及ばず敗北。しかしそれでも自身の敗北を認めず、「勝者がいなければ敗者もいない」と断じ、ロディたちを亜空間の戦闘によって発した爆発によって道連れにしようとする。最期は目先の勝利に狂ったまま亜空間の爆発の中に消えていった。
小説版にも同様の経緯で登場するが、そちらでは怪物の形態ではなく鎧をまとったデザインとなっており、『WA』のデザインが強く出ている。亜空間エレベーター内でロディたちを追いかけてくるが間に合わず爆発の中に消えていった。
戦闘曲は「Windward birds」。シリーズ中始めてラストバトルにバックコーラスが適用された。以降のシリーズでは、ラストバトルはオープニングテーマがバックコーラスにかかるようになった。
アルハザード (Alhazred)
声 - 緒方賢一
【性別：男 / 年齢；不詳 / 身長：155cm / 武器：エスペランザ、バスティス / 好きな芸術：美しいモノが蹂躙される様 / 嫌いな犠牲者：死と向き合って、なお生の尊厳を見失わない者】
ナイトクォーターズの白の騎士。知略に長けた参謀役。笑い方は「クカカカ……」。ザックのかつての仲間たち「フェンリルナイツ」を殺害した仇である。そのいきさつは、裏オープニング「アークティカ城陥落」で描かれている。
基本は自身の手による攻撃は行わず、周囲を浮遊するデバイスである攻撃防御機「バスティス」と魔法防御機「エスペランザ」を使って攻撃してくる。デバイスは何度壊されようと、アルハザードの手で瞬時に修復が可能。
前述の通り頭脳派だが、実力自体は非常に高い。フェンリルナイツをほとんど一人で倒したばかりか、本編中ではロディ、ジェーン、マクダレンの3人掛かりでも倒せず余裕を見せており、この戦いを「遊び」として愉しんでいた。
本気を出すとローブの下に隠れたおぞましい本当の姿を晒し、パーフェクト・アルハザードとして戦いを挑んでくる。ローブを脱いだ後は、デバイスだけではなく本体による攻撃も行う。必殺技は、滅びの交響曲「アルハザード・シンフォニー」。当人はファルガイアの支配や戦いなどどうでもよく思っており、他者の肉体を改造し弄び、玩具とすることに愉悦を感じている。ジークフリートは「遊び場」を用意してくれるので付き従っているに過ぎず、その外道ぶりはセシリアから「敵を憎いと思ったことはないけど貴方は別です」と怒りを買ったほど。
カ・ディンギル最上部で真の姿を現して襲い掛かるも敗北。醜い姿を晒したまま死ぬことを恐れながら消滅した。
マントをまとったデザインや子供じみた残虐さは元の『WA』からほとんど変更されていないが、マントを纏う理由が「醜い自分の姿を隠すため」であり、それ故に美しいものを憎み疎むという設定が追加された。また小説版ではジークフリードの変貌に戸惑うも「魔族は強者に従う」という掟を守っていたことが明かされ、最期はブーメランの不意打ちによって処刑された。
『WA』では戦闘回数が2回だったが、Fからはロディ、ジェーン、マクダレンの3人で戦うイベントバトルが追加されており計3回になった。
戦闘曲は「狂える詩人」。
パーフェクト・アルハザード (Perfect Alhazred)
純白のローブ（マント）を脱いだアルハザードの真の姿。腐敗したようなドラゴンの頭部と蜘蛛の下半身というおぞましい姿をしており、『WA』とは大きくデザインが変更されている。
ベルセルク (Berserk)
声 - 飯塚昭三
【性別：男 / 年齢：不詳 / 身長：253cm / 武器：ディスラプトハンマー / 好きなイデオロギー：大艦巨砲主義 / 嫌いな作戦：いまいちまどろっこしい策】
ナイトクォーターズの黒の騎士。魔族最強の戦士でありケタ外れの怪力を誇り、超重量鉄球ディスラプトハンマーによる圧倒的な戦闘力を持つ。笑い方は「ガハハハ」。馬鹿という訳ではないのだが、考えるのが苦手。徹底的に人間を侮っており、ヴォルカノントラップの1戦目までは攻撃→挑発→攻撃……のパターンで行動する。終盤ではジークフリードの野望を知ってなお戦うのは、「確実に戦場を用意してくれる。そこでニンゲンどもを叩き潰せればそれでいい」とロディたちに述べている。
魔族の中で最も大きくデザインが変更されており、台詞に関しては武人を装うような程度の低いものが多く、本物の武人であるブーメランと対をなすようになっている。アルハザードの策により、ヴォルカノントラップの増幅装置を利用して従来以上のパワーを得たが、ジェーンたちの妨害（実際には、ただ適当に目に付くものを壊していただけ）により、装置が逆転してしまい逆にパワーダウン。その間隙をつかれロディたちに敗北した。半壊しながらも生き延びてはいたが、ブーメランによって止めを刺されてしまう（死んでいたわけではなく廃棄同然の身だけだったという）。しかし後にジークフリードによって復活させられ、完全復活してブーメランと対決。その後ラストダンジョンであるマルドゥークの制御室前にて闘うこととなる。ジークフリードを遮る最後の壁として戦うが、力及ばず今度こそ敗れ去った。ベルセルク戦の直前にゼットを加入させることが可能なので、戦闘前に発する「反目にまわった員数外」はブーメランだけではなく彼も含まれることになる。
前作では復活せず、ブーメランに倒された後は登場しなかった。
戦闘曲は「バーサーカー」。
レディ・ハーケン (Lady Harken)
声 - 矢島晶子
【性別：女 / 年齢：不詳 / 身長：170cm / 武器：アズラエル / 好きな色：緑 / 嫌いな生き様：過去を振り返る行為】
ナイトクォーターズの赤の騎士。大戦以来長らく欠員のままとなっていた「赤」の座に、アルハザードの推挙によって加わった。人間に酷似した姿をした、魔族の中でも異質な存在。告死天使（アズラエル）の名を持つ大鎌による、神速の攻撃「早撃ち」を放ってくる。先に攻撃を仕掛けたザックに対し「後の先」で容易く裁くなど実力も高い。必殺技は超高速の技で敵を切り刻む「レイザーシルエット」。この技は終盤のイベントをこなすことでザックの最強技となる。また、戦闘時に使用する技は全てザックの「早撃ち」と同じ。そのため自分と同じ技を使うザックに興味を持っている。実は魔族ではなく純粋な人間であり、その過去の姿はかつてザックの所属していたフェンリルナイツの一人、「剣（ソード）」のエルミナ・ニエットである。二つ名である「斬り姫」は当時から名乗っていた。裏オープニング「アークティカ城陥落」に、同僚や上司、ギャレットと共に登場している。この後アルハザードに捕らえられ魔族に改造された。四騎士に加えられたのはアルハザードの趣味が理由の大半であり、終盤ではダークネスティア起動のコアに利用されることとなった。その後、記憶を取り戻し自分の正体を知った彼女は「あたしの身体は血に染まっている。もう引き返すことはできない」と、彼女にとってすべての始まりであるアークティカ城を「終わりの場所」と定め、でザックとの一騎討ちに臨み、死闘の末に敗北。「復讐のため」ではなく「未来のため」に闘うことに気づいたザックに「絶対たる力」とは「今の自分を越える力」であり「大切な者を守るための力」——「勇気」であることを告げる。最後に「「あたしとあんたが出会ったこの世界を守ってほしい」と伝え、ザックの腕の中で消滅した。しかし、魔族に改造された身体に反し、最期に人としての自我を取り戻して散ったために昇天せず留まっていた。そのため、後に時の守護獣ダン・ダイラムの導きにより、人間として生き返りミラーマでウェイトレスとして働いている。ただしザックの希望により記憶は漂白した状態となっており、「レディ・ハーケン」としての記憶も「エルミナ・ニエット」としての記憶も失われていた。それでもザックに対してはどこか懐かしさを感じておりすぐに打ち解けた。これは隠しイベントでありエルミナと会話することでザックはレイザーシルエットを取得する。
通常攻撃はほとんど防ぐ（クリティカルや技などは別）という特性を持っており、魔法などの特殊攻撃でなければダメージが滅多に通らない。
戦闘曲は「斬り姫」。
ブーメラン (Boomerang)
声 - 中田譲治
【性別：男 / 年齢：不詳 / 身長：192cm / 武器：クレッセントファング、ガーディアンブレード/Ver.β 魔剣ルシエド / 好きな死合い：相手を高め、さらに己を磨く戦い / 嫌いな犬：だらしなく舌を出した犬】
剣型のブーメラン「クレッセントファング」を携えた戦士。上位魔族であり、終末の四騎士とまったく遜色のない極めて高い戦闘力を持ちながらも、不要となった魔族を始末する立場にあることから、「同族殺し」の忌み名で呼ばれ、ナイトクォーターズとなることを許されていない。ただ強者と戦うことを望み、常に戦いへの渇望を抱いている。後にマザーの推挙により、ベルセルクの代わりにナイトクォーターズに加わる。
何度かロディたちの前に現れるが、その都度彼らがより強くなり、自分に死線を渡らせるほどの強者になり得ることを望んで見逃す。そしてストーリー終盤、カ・ディンギルでロディたちと激突し、死を垣間見たことで彼らを認め、次なる一戦に臨む。しかしその直前、当初から彼を煙たがっていたジークフリードにより襲撃を受ける。その際、ロディたちを先に行かせて自らはルシエドと共にその場に残り、現れたベルセルクと対峙。崩壊した部屋に自らの得物を残し消息を絶つが、後に決着を付けるべく「戦う者の聖域」たる闘技場に舞い戻る。その際にはロディからブーメランを手渡され、「渇きを満たすには全力でぶつかること」を告げ、後述の「ブーメランフラッシュ」となり決着をつけることとなる。
戦闘曲は「戦鬼」。これは初代におけるフラッシュの専用曲のアレンジとなっている。
ブーメランフラッシュ (Boomerangflash)
魔族・ブーメランの真の姿。衣服を脱ぎ捨てたその下には赤銅色の鎧のような本来の体が隠されており、背中にはブースターを兼ねた飛行ユニットが存在する。この状態では元々の武器であるブーメラン「クレッセントファング」とルシエドが融合した「ガーディアンブレード/Ver.β 魔剣ルシエド」を得物とし、闘技場を舞台にロディたちに挑んでくる。隠しボスであり、最終ボスをはるかに凌駕するパワーを持つ強敵。
「十全の力でぶつかるべき」と判断した時のみ解禁される力だが、ブーメランがこれを使ったのは後にも先にもロディたちとの戦いのみ。
必殺技は魔剣ルシエドで戦場をかけ対象全てを一瞬のうちに斬り捨てる「シャドウ・ブーメラン・マキシマム」。ルシエドの特性である「属性防御に比例する攻撃力増加」がそのまま引き継がれているため、迂闊にパーソナルスキルをつけていると、レベル99でも瞬殺されるほどの凄まじい破壊力を発揮する。
数々の強豪を倒したロディたちと全力の勝負を繰り広げた末、敗北。それでも、戦いに生き、戦いに死すことを選び、ロディたちに敗れても自分自身には敗れず、その道を決して外れなかった己こそが真の勝者だと断言する。しかしルシエドはまだ渇きを満たせていないと語り、散り際に相棒をロディに託した。
ルシエド (Lucied)
【性別：不詳 / 年齢：不詳 / 身長：ミクロ〜∞ / 好きな乗り物：電車 / 嫌いな欲望：ただ主張されるだけで深みの無いもの】
ブーメランの従える黒き獣。守護獣を上回る存在、欲望の貴種守護獣（ガーディアンロード）である。本来ならファルガイアを守る立場にもかかわらず、戦いを渇望するブーメランの限りない欲望に引かれ魔族側に付いた。大戦が終わって以降もブーメランと行動を共にしている。ストーリー上でのブーメランとの戦いでは常に共に登場し、先に倒すとブーメランが自動的に復活させてくる。
後に「ガーディアンブレード/ver.β 魔剣ルシエド」へと姿を変え、真の姿を現したブーメランと共に最後の戦いを挑んでくる。倒せば守護獣として扱えるようになる。
デモノプロフェット (Demonoprofet)
道化師のような姿をした魔族。手にした二振りの鎌「ヘルサイズ・アヴェンジャー」と強大な魔法攻撃を武器とする。パンデムニウム地下牢の番人を務める。今作では「員数外（イレギュラーナンバー）」という設定が追加された。
地下牢から脱出しようとするロディたちを阻止するべく襲い掛かってくるが、素直に引き下がれば見逃してくれるなど非常に職務に忠実。
なお、ロディ一人で挑むこともできるが3ターン目に「極大パラダイムポリューション」を発動され9999の固定ダメージを受けるため即死してしまう。またロディ一人で戦う場合はプログラム上別個体の者が出現し、こちらはHP無尽蔵であるため勝つことは不可能となっている。

### その他
エリザベート (Elisabeth)
声 - 西村ちなみ
心を喰らって生きる「夢魔」と呼ばれる存在。一人称は「アタシ」。ゴシックロリータ調のコスチュームをまとった少女の姿をしている。武器は扇子と魔法。「元素変化」によって特定の属性以外の耐性を強化する。ロディの純真な心を気に入り、彼の内的宇宙に潜んでいた。ロディに悪夢を見せて心の奥底に閉じ込めさせていたが、内的宇宙にやってきたセシリアとの一騎討ちに敗れて消え去った。
『WA』にも登場しているが、そちらでは獣人を思わせる女性として描かれている。一人称は「あたい」で、姉御肌なキャラクター。

## ガーディアン（守護獣）
全ての万物、果ては事象、概念にまで宿るとされる「意思ある力」。「世界を支える力」とも称される超越存在。司る力を際限なく自在に操り全能級の能力を持ち、ファルガイアという星を守護する神と言える存在。実存はしていないが、理論上は対存在である災厄獣（ディザスター）が存在する。前作に登場したガーディアンの内、ギィ・ラムトス、ソラス・エムス、ディノギノスはミーディアムが破壊されており未登場。またルカーディアはイベントのみの登場となっている。
シトゥルダーク（ミーディアム / 水のささやき）
「水」を司るガーディアン。森羅万象の根源たる「四大の守護獣」の一角。本作において最初に登場する。玄武を模した巨大な亀の姿をしている。封印図書館に安置されていた「火星獣の書」に封じられており、セシリアにコンタクトすることで解放された。様々な知識に通じ、ある程度の未来予知能力を有し、クラン修道院では同じく知識に長けるドラス･ドラムと並んで崇められている。
解放技は全体に水属性攻撃を行う「アサルトタイド」。
ムァ・ガルト（ミーディアム / 烈火の怒り）
「火」を司るガーディアン。森羅万象の根源たる「四大の守護獣」の一角。朱雀を模した二対四枚の翼を持つ怪鳥の姿をしている。ミラーマ北の「守護獣神殿」に封じられていた。フェンガロン、グルジエフと共に主人公たちに試練を与える。非常に怒りっぽい性格で、物事を力で解決しようと考えがちである。
解放技は全体に火属性攻撃を行う「ヴェイパーブラスト」。
フェンガロン（ミーディアム / 疾風の爪）
「風」を司るガーディアン。森羅万象の根源たる「四大の守護獣」の一角。鋭い爪牙を持った白虎の姿をしている。ミラーマ北の「守護獣神殿」に封じられていた。せっかちな性格で、何事も速度を最優先させるきらいがある。
解放技は全体に風属性攻撃を行う「ハイスピードリッパー」。
グルジエフ（ミーディアム / 大地の唸り）
「地」を司るガーディアン。森羅万象の根源たる「四大の守護獣」の一角。青龍を模した翼を持たない二足竜の姿をしている。ミラーマ北の「守護獣神殿」に封じられていた。ムァ・ガルト、フェンガロンと共に主人公たちの力を認めるも、その心の弱さに失望。しかし、マザー復活を阻止するためやむなくその力を貸し、導いていくことになる。温厚な性格で普段は地中で眠っているが、魔族に対しての怒りは凄まじい。
解放技は全体に地属性攻撃を行う「プラネットブレイカー」。
イオニ・パウアー（ミーディアム / 聖者の悲しみ）
「聖」を司るガーディアン。マザーの封印の一角。セントセントールに在る己を象った石像に封じられていた。半人半馬のケンタウロスの姿をしている。マザー解放を狙うアルハザードによって石像は破壊されたが、ミーディアムはセシリアに託された。非常に厳格な性格で、正義のためには鬼となる。
解放技は属性攻撃を防御するバリアを張る「セイクリッドアイソレーター」。
ゼルテュークス（ミーディアム / 城塞の守り）
「城」を司るガーディアン。アーデルハイド城下町にある記念碑に封じられていた。巨大な有角獣の姿をしている。アーデルハイド襲撃の際にベルセルクによって破壊されたが、後にトムの手で石碑が修復されたのに伴って復活した。非常に理知的で争いを好まない性格のためか、大戦後も信奉者が多い。
解放技はバッドステータスを無効化する「ステータスロック」。
ステア・ロウ（ミーディアム / 閃光の一撃）
「光」を司るガーディアン。「無の砂海（グラウンド・ゼロ）」に存在する遺跡「幻燈荘園」に封じられていた。カブトムシに似た甲虫の姿をし、その外骨格は頑丈ながら非常に軽く、ゴーレムの装甲を開発する際のヒントとなった。形見の品を探しにやって来た主人公たちを認め、その力を貸し与える。明るく前向きな性格で、魔族との戦いで闇に覆われんとしている世界に光をもたらしたいと、強く願っている。
解放技は全体に光属性攻撃を行う「アウゴエイデス」。
リグドブライト（ミーディアム / 星の輝き）
「星」を司るガーディアン。宇宙から落下して来たフォトスフィアを受け止め、その衝撃で1000年もの間下敷きになっていた。足と尾を持つ小惑星の姿をしている。サーチアイテム扱いでアウトフィールドに落ちており、発見すると力を貸してくれる。遙か昔、星の海からファルガイアに落下してきた異色の存在であり、非常におっとりした性格で、フォトスフィアの下敷きになっても、平気で眠っていた。
解放技はクレストソーサーの効果を拡大する「スタープリズム」。
エクイテス（ミーディアム / 剣の舞）
「剣」を司るガーディアン。クラン修道院近辺の海に落下していた。頭部に巨大な剣を象り、背中に翼の生えた獣の姿をしている。リグドブライトと同じくアウトフィールドにある。自由きままな性格のためか、決められた場所に祀られることを嫌い、修行中の剣士の前にふらりと現れるらしい。
解放技は全体を確率で即死させる「ジェノサイドエッジ」。
ヌァ・シャックス（ミーディアム / 雷鳴の牙）
「雷」を司るガーディアン。マザーの封印の一角。己を象った石像に封じられており、バーソロミューが入手していた。背中に６本の角を生やした巨躯のライオン。レディ・ハーケンによって砕かれ、ミーディアムはセシリアに託された。負けず嫌いな性格で、ことあるごとにフェンガロンをライバル視する。
解放技は全体に雷属性攻撃を行う「レイジハンマー」。
オードリューク（ミーディアム / 生命の炎）
「命」を司るガーディアン。エルゥ界の牢獄たる「フォレストプリズン」に封じられていた。澄んだ瞳を持つユニコーンの姿をしている。ロディを救うための力を求めるセシリアたちによって解放された。真面目で気高く、生命を冒涜する存在や行為を許せない性格。
解放技は先制で全員のHPと状態を回復する「ライブホーン」。
ドラス・ドラム（ミーディアム / 魔界の呼び声）
「魔」を司るガーディアン。ゼペットが借りたままになっていた禁書「デ・レ・メタリカ」に封じられていた。漆黒の魔人の姿をしている。あらゆる知識や魔術に精通し、大戦期にはエルゥのガーディアンブレードなど超兵器開発に協力した。自分の失敗を許せない性格で、ガーディアンブレードの暴走に自分が関わっていると考え、大戦後もずっと後悔し続けている。
解放技は全体に闇属性攻撃を行う「プリミティブダーク」。
アルスレート（ミーディアム / 雪の結晶）
「雪（ゲーム内での属性は氷）」を司るガーディアン。アークティカ領北部の小島に落下していた。「氷河の戦士」のふたつ名を持つ、冷気を纏った白き獣人。リグドブライト、エクイテスと同じくサーチアイテム扱い。純粋な性格で、全ての悪を銀世界で覆い隠すことが、世の中のためだと思い込んでいる。
解放技は全体に氷属性攻撃を行う「アイシクルエンド」。
ダン・ダイラム（ミーディアム / 時の歯車）
「時」を司るガーディアン。バスカー集落北部の遺跡「無限連環永久機関」に封じられていた。紳士服を纏った猫の姿をしている。ザックの願いにより、エルミナを記憶を漂白した状態で蘇生させた。人懐っこい性格で、実は子供が大好き。普段は無限連環永久機関で時の歯車を廻し、時間を紡いでいる。
解放技は1ターンの間敵を行動不能にする「システムクロノス」。なお、この効果中にゼットがバックファイアで戦闘不能になるとフリーズする。
ルカーディア
「海」を司るガーディアン。海底に存在する「深淵の竜宮」に封じられていた。巨大な竜の姿をしている。セシリアたちに力を貸そうとしたが、レディ・ハーケンの一閃で無力化され、眠りについた。心優しい性格で、人間のことを常に気にかけており、世界の異変を察知すると、自身のウロコを持つ者たちに警告を発する。
ギィ・ラムトス
「死」を司るガーディアン。本来はオードリュークの対存在に当たる。ミーディアムは破壊されており、守護獣としては活動できない。
ディノギノス
「山」を司るガーディアン。本来はルカーディアの対存在に当たる。ミーディアムは破壊されており、守護獣としては活動できない。
ソラス・エムス
「天」を司るガーディアン。ミーディアムは破壊されており、守護獣としては活動できない。
ラフティーナ（ミーディアム / 愛の奇蹟）
心を司る四柱の「貴種守護獣（ガーディアンロード）」の一角にして、「愛」を司るガーディアン。「墜ちた聖域」に石像となって封じられていた。純白の翼と鎧を纏った女神の姿をしており、ガーディアンの中では唯一人間の姿を持つ。ジャスティーンの対存在。完全に力を失った状態にあったが、ロディの心象世界で自らの想いと戦う意味に気付いたセシリアによって解き放たれた。古の文献によると、彼女には６人の姉妹がおり、自身は上か２番目とのこと。慈悲深い性格で、弱気を助けるだけではなく、改心した敵を許すことも厭わない。
解放技はセシリアのMPを回復する「アフェクションエンブレイス」。
ジャスティーン（ミーディアム / 勇気の紋章）
心を司る四柱の「貴種守護獣（ガーディアンロード）」の一角にして、「勇気」を司るガーディアン。「墜ちた聖域」に石像となって封じられていた。鎖で拘束された獅子頭の勇者の姿をしている。ラフティーナの対存在。他の二柱同様完全に力を失っていたが、レディ・ハーケンとなったエルミナとの決闘を経て真の「絶対たる力」に至ったザックによって解き放たれた。古の文献によると、世界を恐怖に陥れた大魔王を封印するため、自らの命を犠牲にした剣士の魂がジャスティーンになったとされている。凜とした性格で、敵が卑劣な手段で攻撃してきても、守るものがある限り絶対に怯まない。
解放技は全員の物理攻撃力を高め、敵の防御能力を弱める「ブレイブウェポン」。
ゼファー（ミーディアム / 希望のかけら）
心を司る四柱の「貴種守護獣（ガーディアンロード）」の一角にして、「希望」を司るガーディアン。「墜ちた聖域」に石像となって封じられていた。黄金の龍神の姿をした、「西風」と呼称される偉大な竜王。他の二柱同様以上に力を失っていた。ロディの持つ「希望」に反応して一旦は目覚めかけたが、サーフ村の一件を「絶望」として宿していたために覚醒には至らなかった。しかし、後に自らそれを乗り越えたロディに応えて復活を遂げた。ゼファーとルシエドは、守護獣の座を離れた人間の心より最初に産まれた、双子の貴種守護獣だったとされている。
解放技は全体に無属性攻撃を行う「ファンタズムハート」。
ルシエド（ミーディアム / 欲望の顎）
心を司る四柱の「貴種守護獣（ガーディアンロード）」の一角にして、「欲望」を司るガーディアン。ブーメランという「欲望」の持ち主が近くにいるため、貴種守護獣の中では唯一力を失わずに1000年前から行動し続けている。漆黒の魔狼の姿をしている。ゼファーの対存在。サブイベントでブーメランを打倒するとミーディアムを託される。非常に執念深い性格で、倒されても欲望をすすって何度でも復活する。
解放技は全体に属性耐性に応じたダメージを与える「ブラックレネゲイド」。対戦時にも使って来る。
ファルガイアの守護獣
伝承にもその姿や力がまったく残っていない、「奇跡」を司るガーディアン。その正体は他ならぬ「人間」であり、奇跡という「絶対たる力」を振るうことを許された唯一の存在。原初のガーディアンの一柱であるが、時を経る内に「守護獣」から存在が変化していき、生み、栄える力とそれぞれの「己」を得た代わり、尽きぬ命とガーディアンとしての力を失ったという経緯がある。守護獣から外れて時が長いため、出自や使命を知る者は絶無に近い。その中にあって、同胞たるガーディアンと交信し、その力を受け止め、振るうことで使命を代行する能力を持った者は「巫女」と呼ばれる。

## ゴーレム
大戦期に製造された巨大人型ARM。二つ名は全て変更になり、生物的なスタイルから機械的なスタイルに変わっている。多くが隠しボスのためラスボスを凌駕する強さを誇る。戦闘BGMは「Gの咆哮」。
アースガルズ

リリティア
全長16トール。「霧氷大后」の別名を持つ都市制圧用広域戦型ゴーレム。氷や冷気を主武装として扱い、絶対零度により物体の分子運動を止め、凍結現象を引き起こす。その威力は都市を一瞬にして凍結させるほど。出力のほとんどをこの機能に割り振っているので運動性能は低いものとなっている。本編では序盤に登場する「リリティアの棺」にて機能停止状態で眠っており、ゴーレムというものを始めて主人公（プレイヤー）に知らしめる存在となる。ストーリー中盤にて訪れるフォトスフィアで交戦し、破壊された。
ディアブロ
全長19トール。「紅蓮金剛」の別名を持つ近接格闘専用陸戦型ゴーレム。陸上での戦いにてその真価を発揮し、高い防御力と両腕の回転式打撃機構による格闘技を得意としている。チャージに時間が掛かるものの腰部にあるプラズマエネルギー射出機構も強力。ゲートジェネレイターにてロディたちと交戦し大破した。
バルバトス
全長15トール。「暗器雷砲」の別名を持つ長距離専用砲撃型ゴーレム。肩部のリニアレールキャノンや両手首に収納されたミサイルマイトを武装とする。切り札として新しい月(1000年前に作られた人工天体)と交信して使用する対地兵器マルドゥークゲイズの威力は大陸をも破壊するほど。地中を潜行して移動しており、標的に気付かれずに長距離砲撃する戦闘構造を持っている。発掘されたゴーレムの一つで、アーデルハイド襲撃時に魔族に奪取されたが、暴走して行方不明となる。北東の砂漠でエンカウント戦闘できるが、アースガルズに乗っていないと遭遇した瞬間に対地兵器を受けて全滅する。アースガルズに乗ったまま先頭に入ればムービーに切り替わり、セシリアの思いに応えたアースガルズのバリアによってマルドゥークゲイズを防ぐことができる。勝利後はムービーに切り替わり、アースガルズとの一騎討ちとなる。両手首からミサイルマイトを発射してアースガルズを攻撃するが対消滅バリアによって防がれ、投げ飛ばされたところへ鉄拳の一撃で胸部を貫かれ爆散した。
リヴァイアサン
全長14トール（翼部含めると22トール）。「白面鬼鰐」の別名を持つ陸海専用変形型ゴーレム。水中航行機能を持った特別機。水中では翼が変形し、エイ状の形態になることで高い機動性を実現している。主に海での戦いでその真価を発揮するゴーレム。ストーリーに登場するが、イベントに登場するだけなのでこの時点では戦闘はできない。内海を暴走状態で移動しており、スイートキャンディ号を襲撃、沈没させた。終盤でスイートキャンディ号を修理した後、内海を探索していると遭遇し決着をつけることができる。
ベリアル
全長16トール。「蒼影凶手」の別名を持つ奇襲戦用高機動型ゴーレム。接近戦を主眼に設計された大戦後期のゴーレム。ウィザードリィステルス搭載によって不可視状態になることができ、高速で標的に接近、初撃で致命的な一撃を与えるという高速奇襲戦闘を得意としている。また飛行可能。マルドゥークの「碧炎エリア」に封じられていた。このウィザードリィステルスは前作『WA3』にも登場したステルス機能である。
ルシファア
全長17トール。「灼煌剣侠」の別名を持つ空陸戦用万能型ゴーレム。大戦の末期に設計されたゴーレムの一つ。最もトータルバランスに優れた機体であり、全ての性能が軒並み高く、どんな敵に相対してもこれを撃破する能力を有する。エネルギー源は光で、主力兵器は両腕に内蔵された高威力反粒子砲。またイオノクラフト機構を搭載しており、大気圏内での飛行を可能とし単独で大気圏を離脱、宇宙での活動も可能としている。両腕の反粒子砲からビームソードを出力することで、接近戦にも対応できる。マルドゥークの「紅炎エリア」に封じられていた。
セト
全長23トール。「黒震絶禍」の別名を持つ宇宙戦用殲滅型ゴーレム。ルシファア同様大戦末期に設計されたゴーレムの一機。星の海での活動を予期して造られており、ルシファア同様に飛行、大気圏離脱、宇宙空間での活動が可能のゴーレム。漆黒の機体は闇をエネルギー源としており、ブラックホール兵器などを装備し圧倒的な破壊力を誇る。また本体とは別に5つのデバイス「セテフ」、「セテク」、「スティ」、「ステク」、「セウテフ」（これらは全て元ネタであるセトの様々な名称が由来）を時間差を付けてコントロールすることで、一度に大多数の敵と戦うことができる。マルドゥークの「蒼炎エリア」に封じられていた。

## 用語
ARM
「Ancient Relics Machine（古代遺跡より発掘された機械）」の略。魔族の身体組織をベースとし、機械そのものに使用者が精神を同調（シンクロ）させて起動する兵器の総称。強力なものほど大きく、複雑になるため、精神接続は困難を極める。作中の人物では、ロディとジェーンが使用できる。本来の意味は「Article Rebirth Matricide（同族殺し）」。また、ARM研究の第一人者であったゼペット・ラグナイトはさらに「Alte Ratselhaft Machine（古く謎めいた機械）」という意味を持たせていた。
ゴーレム
大戦期に開発された超巨大人型兵器。内訳は上述「ゴーレム」の項を参照。魔族との戦局を覆すべく投入されそれぞれ上位魔族に対抗できるほどの力を持つが、命令者を必要とする弱点が存在したため、開発は8機で停止。そして戦略兵器の開発は、別の方向へとシフトしていくこととなる。
ホムンクルス
ゴーレムに代わる戦略兵器として開発された、ARMを扱うための人造人間の総称。「命ある金属」、即ちナノマシンと機械骨格によって身体が構成されているが、その構造そのものは人間と同一。自己判断力と行動力、推論型の思考を備え、ARMをオプションとして、ゴーレムの戦闘力をそのままに人間サイズにすることにより汎用性を持たせたまさに最高の兵器となるはずであったが、開発陣の予測を離れて暴走、殺戮兵器と化してしまう。その結果、稼働中のホムンクルスは全て破壊され、唯一暴走しなかった人間を正確に模した試作型の1機は封印されることとなった。
守護獣（ガーディアン）
ファルガイアを守護する概念存在。詳しくは上述「ガーディアン（守護獣）」の項を参照。
レイライン
ファルガイア全土を渡る生命エネルギーのネットワーク。ガーディアンたちはこれを通じて力を高めあい、星の命を繋いでいる。また、このネットワークを利用した転送システム「エルゥのほこら」が存在する。
エルゥのほこら
レイラインを利用した転送システム。星の海に浮かぶ反射衛星により、エネルギー化した使用者を跳ね返して別のほこらに転送する。合計9基が存在するが、内の1基はエルゥ界の隔離区域に繋がっている。
フォトスフィア
魔族の居城にして本拠地。ナイトクォーターズはここを拠点にマザー復活のため動いていたが、後にジークフリードの造反をきっかけに放棄され、マザーごと海中に没した。1000年前に別宇宙から落下して来た物体であり、落着の衝撃からファルガイアを守るため星の守護獣リグドブライトが犠牲となっている。
アークティカ公国
ファルガイア北部にかつて存在した国。騎士団を抱え、遺産の研究に秀でていたため、軍事力は大きなものを持っていた。物語開始の2年前、ナイトクォーターズの襲撃を受けて城が陥落、城下町は完全に破壊され、滅亡した。
アーデルハイド公国
セシリアの故郷であり、ロディたちの中盤以降の拠点。「七人委員会」の内クラン派の一人が興した国であり、物語の開始時点ではファルガイア唯一の「国家」である。城の守護獣ゼルテュークスの加護を受けている。序盤でベルセルクの襲撃を受けて壊滅したが、イベントを進めると復興できる。
氷狼騎士団（フェンリルナイツ）
アークティカ公国が擁していた騎士団。ザックはもともとここの所属だった。メンバーは全員が武具の二つ名を冠するのが通例。最後のメンバーは、
「鎧（アーマー）」のコルドバード・レノックス
「盾（シールド）」のライアン・ラグナロク
「兜（ヘルム）」のアスピリージャ
「槍（ランス）」のカーツ・バロウズ
「具足（グリーブ）」のマルコ・ファンバステン
「剣（ソード）」のエルミナ・ニエット
「篭手（ヴァンブレイス）」のギャレット・スタンピード（ザック）
となっている。アークティカ襲撃の際にエルミナ・ギャレットを除く全員が死亡している。また、マルコは亜精霊のサルを連れており、このサルは後にサンドリバーで一行を導くこととなる。
ガーディアンブレード
大戦末期、エルゥの刀鍛冶バシムが鍛え上げた剣。魔族との戦いに終止符を打つべく作られた剣であり、一振りの下に他戦いを終結させた。しかし、直後に制御を失って暴走し、現在のミラーマ近辺を砂漠と化して消滅。破片はバシムの妹マリエルが回収し、現在に至るまで保持していた。ホムンクルスと同じく「命ある金属」で錬成されている。そのため、後にロディの失われた左腕の素材としてマリエルの持っていた破片が使われている。

## システム

### 戦闘システム
『WA2』、『WA3』のシステムが配合されている。
前衛および後衛の概念
仲間キャラクターの増加に伴い、パーティ人数が4人以上の時のみ前衛と後衛という設定変更が可能とされるようになった。これは戦闘開始時に戦うメンバーが前衛、それ以外のメンバーが後衛として位置づけられている他にも獲得経験値の変化やバックアタックされた時に後衛のメンバーのみで戦うなどの新要素が盛り込まれた。
他にも前衛と後衛で特定のキャラクターを配置することで発動できるコンビネーションアーツや、前衛のキャラクターが攻撃時に後衛のキャラクターが連続して攻撃するサポートアタックも存在。
カウンターおよびイナーシャルキャンセル
敵味方共に特定攻撃を受けた時にカウンターが発動することがある。敵の場合はカウンター対象の攻撃は様々だが、味方の場合はカウンター対象は単体物理攻撃のみ。その時に使うカウンターは「ショット」および「アタック」で、これはゼットのみ（1+運勢補正+スキル補正）/24、それ以外のキャラクターは（1+運勢補正+スキル補正+ARM改造段階〈ロディ、ジェーンのみ〉）/32で算出される。
イナーシャルキャンセルとはカウンター発動時に該当キャラクターのFPが25以上ある状態で素早く×ボタンを押すことでできる。カウンターを発動させず、その代わりに任意のコマンドを選択できるようにするというもの。ただしイナーシャルキャンセルによる攻撃はさらに敵側にカウンターされることもある。
VITによる回復
『WA3』で初登場したVITの概念が適用されている。キャラクターのHPが減っている状態で戦闘終了すると、VITゲージによるHP回復が自動で行われる。VIT1％につき最大HPの1％で、ダメージが大きいほど消費VITも大きくなる。VITはレベルアップや宿泊で回復できるほか、オレンジジェムを取得することでも回復できる。
1ギミルコイン
『WA2』で初登場し、『WA3』でその効果が変わった1ギミルコインが再登場している。効果としては『WA3』同様でゲームオーバーとなった時点で1ギミルコインを1枚消費することで戦闘を最初からやり直すかどうかの選択ができるようになる。やり直した戦闘は敵および味方が全回復してリスタートする。バックアタックだった戦闘も通常状態からスタートする利点がある反面、EXPボーナスが全員0倍で固定されるなどの欠点もある。また、エルゥの作り出した通貨という設定が加わり、エルゥ界ではアイテムの購入や宿代として使用できる。
フォースアビリティ
各4種類あったフォースが一人一つになった。使用できるフォースは以下の通り。ロディのみ、中盤のイベントでフォースが強化される。
- ロディ：ロックオン - 命中率が100%になり、威力が1.25倍に上昇。

→ロックオンプラス - 命中率が100%になり、威力が1.75倍に上昇。さらに「ブロッカー」などを無効化。
→ロックオンデストロイ - 命中率が100%になり、威力が1.25倍に上昇。さらにクリティカルが発生するようになり、その際に「BLOW AWAY!（即死効果）」発生。
→ロックオンアクティブ - 命中率が100%になり、威力が1.25倍に、反応が2倍に上昇。カウンターとオートリロードが確実に発生。
- ザック：アクセラレイター - 反応を高めて必ず先制攻撃（早撃ちとの併用で威力や範囲などの性能が上昇する）。
- セシリア：マテリアル - 所持しているガーディアンを一時的に具現化。効果と消費FPはガーディアンに応じて変化。
- エマ：アルケミックボム - 全体に無属性ダメージ（威力はダウンロード済技数に比例）。
- ジェーン：ミスティック - アイテムの効果範囲を拡大。
- マクダレン：乾坤一擲 - 剣戟の威力が1.75倍に上昇（アタックには効果無し）。
- マリエル：エクステンション - ハーブマジックの効果を味方全体に拡大。
- ゼット：全力全開 - アタックの威力が1.75倍になるが、反応は0になる（重ね撃ちとの併用で性能上昇）。

レベルアップで全回復
キャラクターがレベルアップした際に、HP・MP・弾数といったものが完全回復する。新採用のこのシステムにより、ダンジョンでの長時間探索の消耗にも対処が可能となった。

### ゲームシステム
『WA2』、『WA3』のシステムが配合されている。
グッズの変更
ダンジョンマップの変更に伴い主要3キャラクターのグッズもいくつか変更になった。
ロディのグッズ
| 名前           | 効果                                                                               |
| -------------- | ---------------------------------------------------------------------------------- |
| セットボム     | その場に小型の爆弾を設置。木箱を破壊するなどに使う。『WA』と同一。                 |
| ディテクター   | 使用したフロア内にある宝を探知。また、隠し扉なども探知できる。『WA』と同一。       |
| マイトグローブ | 目の前の物体に強力なパンチ。重い箱などを動かせる。『WA』と同一。                   |
| グレネード     | 放射線を描いて手榴弾を投擲。効果はセットボムと同じだがある程度離れた場所にも届く。 |
ザックのグッズ
| 名前             | 効果                                                                                           |
| ---------------- | ---------------------------------------------------------------------------------------------- |
| ハンペン         | 相棒ハンペンに探索させる。離れた場所のスイッチや宝箱を調べられる。『WA』と同一。               |
| ワイヤーフック   | 眼前にワイヤーフックを投射。杭がある場合そこまで移動できる。『WA』と同一。                     |
| ジャンパーブーツ | その場でジャンプし固いスイッチを起動させたり特定プレートから大ジャンプしたりする。             |
| オールドギター   | ギターで一曲。強制エンカウントの効果がある。また、隠しボスとの戦闘が可能になる。『WA』と同一。 |
セシリアのグッズ
| 名前               | 効果                                                                                 |
| ------------------ | ------------------------------------------------------------------------------------ |
| ティンダースタッフ | 目標に向かって炎を投射。火が必要な場面では大いに利用できる。                         |
| マジックスタッフ   | 目の前に杖を振り、当たった動物と会話ができるようになる。『WA』と同一。               |
| チェンジスタッフ   | ジェムに当たると特殊な効果を発揮する。                                               |
| スクリュースタッフ | その場に竜巻を発生させる。風車型スイッチを起動させたり軽いものを持ち上げたりできる。 |
エンカウントキャンセル
『WA2』で初登場したエンカウントキャンセルが登場し、不要な戦闘を回避することができるようになった。『WA3』と同じくマイグラントレベルを上昇させることでエンカウントキャンセル時に消費するENCゲージの量を減少させることができるのも特徴。
ジェム
『WA2』で初登場したジェムが特定のタウンおよびダンジョンに配置されるようになった。ホワイトジェムはENCゲージが回復し、オレンジジェムはパーティ全員のVITが回復する。さらにブルージェムというものがあり、これは殺生石窟でのみ存在するジェムで取得すると殺生石窟での滞在時間が増加する（殺生石窟は初期状態で30分のタイムカウントがある）。ブルージェム以外のジェムはさらにセシリアのグッズ「チェンジロッド」により謎解き・仕掛け要素にも利用される。
またモンスターをマテリアルで倒すと、アイテムとしてその属性のジェムを入手する。これは『WA3』同様に戦闘中に使うことで属性魔法攻撃ができる。
パーソナルスキル
敵や宝箱から入手できるパーソナルスキルは戦闘を有利にするものが揃う。これは『WA2』や『WA3』で登場したパーソナルスキルと同様。『WA3』とは異なり戦闘中に付け替えることはできないので、周辺の敵やこれから挑むボスに合わせて準備しておく必要がある。『WA3』に比べて装備コストは高めである。
サーチシステム
『WA2』から登場したシステムと同一。アウトフィールド上のタウンおよびダンジョンは初期状態ではマップシンボルは表示されておらず（サーフ村、記憶の遺跡、クラン修道院を除く）、プレイヤーは特定の情報（フラグ）を入手後、タウンおよびダンジョンが存在しそうな場所にて□ボタンを押すことでサーチしマップシンボルを出現させる必要がある。情報さえ聞いていればフィールドマップに位置が光点で示されるので参考にできるが、パズルボックスとアイテムはここでは示されない。ゲーム中に入手できる「アイテムチェッカー」と「ソナーキット」があるとアイテムの発見がさらに容易になる。

### Ex.ファイルキー
オマケ要素を楽しむための各種のファイルキーで、『WA3』で初登場した要素。ゲーム本編とは関係の無いやり込み要素を制覇することでそれらのキーを入手していき、持っているEx.ファイルキーの種類に合わせた隠し要素をロード画面で開いて体験できる。以下はそのEx.ファイルキーを入手できるイベント。これらは『WA』には登場せず、本作オリジナルのものとなっている。なお、コンプリートには全キャラクターを仲間にする必要がある。

### その他変更点、追加要素
アーデルハイド城下町の復興
アーデルハイド城下町の復興自体は『WA』同様に資金を渡すことで復興するが、渡す金額や貰えるアイテムが異なる。また建物はこの資金支援では復興せず、それぞれに該当するミニチュアおよび工具・道具といった特殊アイテムが必要となった。そのためにアーデルハイド城下町にある守護獣ゼルテュークスも復興後にしか手に入れることはできない。
ガーデニング
秘密の花園にてマリエルが行っている薬草栽培。システム自体は『WA3』が初登場となる。ここではベリー系アイテムやちいさな花、ネクタールなどの苗を植えて定期的に訪問することで育成過程を確認したり収穫をマリエルから受け取ることができる。育成にはカウントポイントというポイントの経過が関係しており、単純なゲーム内時間経過や戦闘回数、ストーリーの進行により一定数のカウントポイントが蓄積されていく。また隣り合った花壇で同じ苗を育成するとカウントポイントは20％加算される。
収穫時期になるとさらに成功か失敗かの判定がされ、成功した場合は1個の苗につき1個の該当薬草を手に入れることができる。この成功確率は品種改良をして該当アイテムを消費することで1％上昇させられ、改良後の成功率によりマリエルのセリフ内容も変化する。
パズルボックス
『WA3』で初登場したサブイベントで、ヤードにいるパキータと会話することで各地のパズルボックスをサーチすることが可能となる。全30個あるこれらのパズルボックスは、『WA3』と同じく押したり引いたりできる4色のブロックを並べ、同じ色のブロックを隣接させて消していくというルール。それぞれのパズルボックスは番号が割り振られており数字が大きいパズルボックスほど難易度が高くなっている。それぞれのパズルボックスをクリアすると随時賞品アイテムを入手できる（一度のみ）。特にブラックパス、四人の魔女の本など重要なアイテムも存在する。
フェンリルナイツの遺産
本作品ではアークティカ城は本編ではホール部分のみにしか訪れないが、実際は内部まで探索することができるようになっている。『WA』では無かった要素でフェンリルナイツの遺産としていくつかのアイテムの他、ザックの早撃ち「マキシマムリスク」が存在する。
隠しボス
『WA』で登場した各種ゴーレム、ブーメランフラッシュ、魔王アンゴルモア、ラギュ・オ・ラギュラに加え新たにハンプティ＆ダンプティ、メルコム・リッチ、スクラップフィギュア、エグリゴリ、ザダス、スケベ本、ヴァーミリオンという隠しボスが追加された。また、前作でストーリーボスだったベリアルも隠しボスとなっている。
ボイス
主要キャラクターが戦闘中と一部のフィールドアクションでしゃべるようになった。ただし、かつて発売されたドラマCD版とはキャストが異なる。
マップ
『WA』の鏡面対称となった。

## タウン、ダンジョン
ここに記載していないほぼ全てのタウンおよびダンジョンの構造、謎解き、仕掛けやトラップが『WA』と本作品では大幅に異なったものになっている。特に相違が顕著なものは以下で示す。
アーデルハイド
アーデルハイド襲撃時の住民救出イベント（住民の場所は変更）や復興資金投資イベントは存在するが、それにより得られる効果やアイテムが『WA』と本作品では異なる。『WA』では古代文明博覧会会場でいくつかのミニゲーム（モグモグキャッチャー、ドキドキチキンレース、ストライクボール）で遊ぶことができたが本作品ではミニゲーム関係は全て存在しなくなった。
無限連環永久機関
『WA』では夢幻宮という名称で登場していたダンジョンと思われ、本編とは異なるサブダンジョンとして登場する。『WA3』にも同名のダンジョンがあり、そちらでは守護獣ダン・ダイラムが眠っているストーリー上でも重要なポイントだったが、本作品ではアイテムとサブイベントがあるのみ。
壊死の迷宮
『WA』では「水晶の花」関連のイベントと守護獣ギィ・ラムトスのイベントで訪れたが、本作ではなくなり、該当部分には砂漠が存在している。
幻燈荘園、風の海の墓標、バリアシェルター、堕ちた聖域
『WA』と名称が変更された。幻燈荘園は前作では「散歩する庭園」、バリアシェルターは前作では「結界のほこら」。風の海の墓標と堕ちた聖域は呼称は『WA』と同一であるが、漢字が使用されている。
魔王の練兵場
『WA』に存在した古代の闘技場が名称および登場モンスターが変わって再登場している。また、ペグッチ伯爵の過去を知る人物まで登場する。
練兵場はノービスリーグ、ベテランリーグ、マスターリーグの3段階の戦闘が用意されており、全5回の勝ち抜き戦となる。それぞれのモンスターに賞品が用意されており1回の戦闘を終えた時に試合を続行するか放棄するかを選択できる。他にも規定ターン以内で5回戦全てを勝ち抜くとクリアボーナスが入ったり（一度クリアボーナスを貰ったリーグでは再度貰うことは不可）、戦闘中に全ての状態を元に戻す（経過ターン除く）「リセット」というコマンドが追加されたりしている。
また前作同様に隠しボスとして魔王アンゴルモアとブーメランフラッシュも存在する。ブーメランフラッシュは戦闘に勝利すると『WA』ではディバインウェポンを入手できたが、本作品ではミーディアム「欲望の顎」を入手できるように変更されている。
秘密の花園
『WA』ではマリエルの家はタウンロゼッタの内部に存在したが、本作品で初登場するマリエルの住んでいる家。ここでは前述のガーデニングを行い、各種アイテムを増やすことができる。
デ・レ・メタリカ
『WA』ではデ・レ・メタリカは全体でひとつのダンジョンとして扱われていたが、本作品では魔の守護獣が眠る原本ルートとサブダンジョンである写本ルートの二つのルートが存在するようになった。写本ルートは『WA』同様クラン修道院に入口があるが、原本ルートは『WA』では特に何もなかった忘れられた廃屋に入口が作られた。
殺生石窟
本作品では登場しない『WA』でのダンジョン、トライピラーでのボスモンスター・メイジフォックスと同名のボスモンスターが登場する本編とは異なるサブダンジョン。メイジフォックス以外はいくつかのアイテムが入手できるダンジョンで、特にクリアに必須な場所ではなくなった。ただし、全ての要素をコンプリートするためにはクリアする必要がある。
ABYSS
『WA』では後半になってからエルゥのほこらを利用した時に転送事故という形でランダムでABYSSに転送されるというものだったが、本作品では新たに隠されたエルゥのほこらが登場する。隠されたエルゥのほこらへは『WA』同様に他のエルゥのほこらでの転送事故で行く方法しか存在しないので実質的には『WA』と同様の手段でABYSSに向かうことになる。また『WA』ではそのままABYSSを攻略できたが、本作品では隠されたエルゥのほこらにいるウォードに話を聞かないとサーチで発見できない。地下100階までという途轍もない深さを誇る。前作『WA3』での反省から、セーブもできワープしてのショートカットもできる。
ABYSSは『WA』では所在地が不明だったが、本作品ではエルゥ界の辺境地域（タージェン村がある場所から直接は行けない）に存在するということにされており、エルゥたちが災厄を封じ込めた場所として語られる。
トライピラー、ワンダリングアイル、天の回廊
それぞれ『WA』では登場したダンジョンだが本作品では登場しなくなった。

## 主題歌

### オープニングテーマ
「荒野の果てへ」

### 挿入歌
「葬列」
作詞・作曲・編曲 - なるけみちこ / 歌 - 麻生かほ里
「Windward Birds」
作詞・作曲・編曲 - なるけみちこ / 歌 - 麻生かほ里
（ラストバトル）

### エンディングテーマ
「足跡」
作詞・作曲・編曲 - なるけみちこ / 歌 - 麻生かほ里

## 関連作品

### ゲーム
- PS2 ワイルドアームズ アルターコード・F
- PS2 ワイルドアームズ アルターコード・F PlayStation 2 the Best

### 和書
- 攻略本：ワイルドアームズ アルターコード・F コンプリートガイド
- 攻略本：ワイルドアームズ アルターコード・F ザ マスターガイド
- その他：ワイルドアームズ アルターコード:F 公式設定資料集

### 小説
- 『ワイルドアームズ アルターコード・エフ』（上下巻）

### サウンドトラックCD

#### ワイルドアームズ アルターコード:F オリジナルスコア
CD4枚組、全92曲。一部楽曲の歌唱は麻生かほ里が担当。DISC4の最終曲「命集う世界」は隠しトラックである。
| #   | タイトル               | 作詞 | 作曲・編曲 |
| --- | ---------------------- | ---- | ---------- |
| 1.  | 「Alter code:F」       |      |            |
| 2.  | 「イントロダクション」 |      |            |
| 3.  | 「希望の少年」         |      |            |
| 4.  | 「素朴な暮らし」       |      |            |
| 5.  | 「ファルガイア」       |      |            |
| 6.  | 「暗闇を征く」         |      |            |
| 7.  | 「戦う力」             |      |            |
| 8.  | 「驚愕」               |      |            |
| 9.  | 「錯綜」               |      |            |
| 10. | 「ほんの腕試し」       |      |            |
| 11. | 「力を求めて」         |      |            |
| 12. | 「遺跡に臨む」         |      |            |
| 13. | 「暴走」               |      |            |
| 14. | 「立ちはだかる影」     |      |            |
| 15. | 「勝利」               |      |            |
| 16. | 「展開」               |      |            |
| 17. | 「クラン修道院」       |      |            |
| 18. | 「迷いの路」           |      |            |
| 19. | 「好計」               |      |            |
| 20. | 「接触」               |      |            |
| 21. | 「世界にひとりぼっち」 |      |            |
| 22. | 「荒野の果てへ」       |      |            |

| #   | タイトル                 | 作詞 | 作曲・編曲 |
| --- | ------------------------ | ---- | ---------- |
| 1.  | 「アーデルハイド城」     |      |            |
| 2.  | 「束ねる力」             |      |            |
| 3.  | 「窮地」                 |      |            |
| 4.  | 「アーデルハイド城下町」 |      |            |
| 5.  | 「モーニングコール」     |      |            |
| 6.  | 「古代文明博覧会」       |      |            |
| 7.  | 「悲鳴をあげる世界」     |      |            |
| 8.  | 「不安から焦燥へ」       |      |            |
| 9.  | 「バーサーカー」         |      |            |
| 10. | 「決意、そして」         |      |            |
| 11. | 「葬列」                 |      |            |
| 12. | 「姫巫女」               |      |            |
| 13. | 「町並み」               |      |            |
| 14. | 「日常」                 |      |            |
| 15. | 「世界を支える力」       |      |            |
| 16. | 「後悔」                 |      |            |
| 17. | 「策略」                 |      |            |
| 18. | 「大登場」               |      |            |
| 19. | 「滅びた町」             |      |            |
| 20. | 「無常」                 |      |            |
| 21. | 「勇気」                 |      |            |
| 22. | 「スイートキャンディ号」 |      |            |
| 23. | 「海上の偽装結婚式」     |      |            |
| 24. | 「にくいあんちくしょう」 |      |            |
| 25. | 「パズル」               |      |            |
| 26. | 「クリア」               |      |            |

| #   | タイトル           | 作詞 | 作曲・編曲 |
| --- | ------------------ | ---- | ---------- |
| 1.  | 「戦士の口笛」     |      |            |
| 2.  | 「連帯感」         |      |            |
| 3.  | 「狂える詩人」     |      |            |
| 4.  | 「おっまかせ☆」    |      |            |
| 5.  | 「疑問」           |      |            |
| 6.  | 「フォトスフィア」 |      |            |
| 7.  | 「Gの咆哮」        |      |            |
| 8.  | 「暗黒の聖母」     |      |            |
| 9.  | 「仲間たち」       |      |            |
| 10. | 「戦いと享楽と」   |      |            |
| 11. | 「ゲーム」         |      |            |
| 12. | 「脅威」           |      |            |
| 13. | 「暴走する破壊力」 |      |            |
| 14. | 「沈黙する君」     |      |            |
| 15. | 「エルゥ界」       |      |            |
| 16. | 「閉ざされた村」   |      |            |
| 17. | 「祖父」           |      |            |
| 18. | 「解放」           |      |            |
| 19. | 「発進」           |      |            |
| 20. | 「神鳥の翼」       |      |            |
| 21. | 「竜巻」           |      |            |
| 22. | 「鋼鉄の四傑」     |      |            |
| 23. | 「ABYSS」          |      |            |
| 24. | 「奈落、垣間見て」 |      |            |

| #   | タイトル                       | 作詞 | 作曲・編曲 |
| --- | ------------------------------ | ---- | ---------- |
| 1.  | 「慟哭と約束と」               |      |            |
| 2.  | 「思慕」                       |      |            |
| 3.  | 「斬り姫」                     |      |            |
| 4.  | 「天を突く魔塔」               |      |            |
| 5.  | 「カ・ディンギル」             |      |            |
| 6.  | 「戦鬼」                       |      |            |
| 7.  | 「寂寥」                       |      |            |
| 8.  | 「マルドゥーク」               |      |            |
| 9.  | 「魔槍」                       |      |            |
| 10. | 「まだ終わらない」             |      |            |
| 11. | 「急転」                       |      |            |
| 12. | 「万有必滅」                   |      |            |
| 13. | 「回天」                       |      |            |
| 14. | 「星の海へ」                   |      |            |
| 15. | 「Windward Birds」             |      |            |
| 16. | 「灰燼に帰す」                 |      |            |
| 17. | 「おやすみ、アースガルズ」     |      |            |
| 18. | 「ここからはじまるプロローグ」 |      |            |
| 19. | 「足跡」                       |      |            |
| 20. | 「命集う世界」                 |      |            |

### ドラマCD
- 『ドラマCD ワイルドアームズ』